# Stigia
Stigia è una terra immaginaria, abitata da individui dalla carnagione bruna, nell'Era hyboriana, la Terra antidiluviana che fa da sfondo alle avventure di Conan il barbaro nelle storie fantastiche di Robert E. Howard. 

## Descrizione
Gli Stigiani sono noti per essere una razza bellicosa, che schiera sia forze militari sia poteri arcani contro i propri nemici. Essi adorano in massima parte Set, il dio serpente, la cui principale ambizione è di ridurre in schiavitù l'intera umanità.
In passato il loro impero si estendeva fino ai confini meridionali dell'Impero di Acheron. Il loro capo era Tughra Kotan. Quando i barbari hyboriani calarono da Nord, Acheron fu travolto e così pure Stigia.
La Stigia ai tempi di Conan è una terra poco ospitale con gli stranieri: gli unici erano gli schiavi kushiti e shemiti. Solo gli ambasciatori potevano circolare in città e le pene per gli stranieri che venivano scoperti dopo il tramonto erano torture e morte.
La Capitale è Luxur, ma la città principale è Khemi.
Il mago più famoso è Toth-Amon dell'Anello, nemico di Conan
La forza degli stigiani si basa sulla fanteria e sulla cavalleria.